# Eugen Hugo Theodor Huhn
Eugen Hugo Theodor Huhn (* 14. Juni 1818 in Schwarzach, Bezirksamt Bühl, Großherzogtum Baden; † 23. Dezember 1877 in Metz) war ein deutscher Historiker, Lexikograph und Publizist.

## Leben
Eugen Huhn studierte an der Universität Tübingen und wurde 1843 zum Dr. jur. promoviert. 1845 siedelte er nach Hildburghausen um, wo er enger Mitarbeiter Joseph Meyers wurde, der im Auftrag des Bibliographischen Instituts die Herausgabe des Conversations-Lexikons vorbereitete. Im Auftrag des Bibliographischen Instituts verfasste Huhn die sechsbändige Enzyklopädie Topographisch-statistisch-historisches Lexikon von Deutschland.
Huhn war ein politischer Aktivist der Deutschen Revolution 1848/1849;  im März 1848 gab er im Selbstverlag in Südthüringen die Zeitung Freies Deutsches Volks-Blatt heraus, in der er für den politischen Umsturz und die Errichtung einer deutschen Republik warb. Besonders in der Bauernschaft fanden seine politischen Vorstellungen Anklang. Da er radikale Positionen vertrat, geriet er mit  staatlichen Behörden in Konflikt. Am 18. August 1848 wurde er wegen Verbreitung aufrührerischer Schriften verhaftet und 1849 des Landes verwiesen. Am 6. Oktober 1848 hatten bewaffnete Bürger aus umliegenden  Dörfern versucht, Huhn zu befreien. Dieser  Zwischenfall hatte zur Folge, dass wenige Tage später rund tausend „Strafbayern“ in Hildburghausen einrückten. Huhn musste nach dem 21. Juni 1849 das Land verlassen und wurde von Feldjägern bis zur Landesgrenze zum Herzogtum Sachsen-Coburg und Gotha eskortiert. In Coburg setzte er seine Arbeit für das Bibliographische Institut zunächst fort, doch auch hier wurde er nicht lange geduldet. Er ging dann ins Rheinland und später nach Lothringen, wo er in Metz Schriftleiter der Metzer Landeszeitung wurde.
In seiner neuen Wahlheimat verfasste Huhn zwei für die Orts- und Landeskunde Lothringens wichtige Werke: das geographisch-topographische Nachschlagewerk Deutsch-Lothringen. Landes-, Volks- und Ortskunde (1875), in dem die jeweilige Ortsgeschichte kurz umrissen wird, und zuletzt die zweibändige geschichtswissenschaftliche Abhandlung Geschichte Lothringens. Mit genealogischen Tabellen und historischen Karten (1877, 1878). Huhn war auch als Übersetzer tätig.

## Werke (Auswahl)
- Karlsruhe und seine Umgebungen. Geschichte und Beschreibung. Mit Plan und Karte. Macklot, Karlsruhe 1843 (books.google.de).
- Topographisch-statistisch-historisches Lexikon von Deutschland.Mit Ansichten, 6 Bände, Bibliographisches Institut, Hildburghausen 1845–1849.
  - Band 2, 1845 (Digitalisat).
  - Band 3, 1846 (Digitalisat).
  - Band 5, 1847 (Digitalisat).
- Rosenberg. In: Badisches Sagen-Buch, Band 2, Creuzbauer und Kasper, Karlsruhe 1846, S. 617–623.
- Das Königreich Preußen geographisch, statistisch und topographisch dargestellt, Regierungsbezirk Frankfurt Oder, Wagner, Neustadt a. d. Orla 1848 (google.books.de).
- Peter Spindel (Pseudonym): Der badische Reinecke Fuchs und seine Gesellen. Eine schöne Geschichte aus der neuesten Zeit, in Reime gebracht, Köln am Rhein 1849.
- Das Grossherzogthum Baden in malerischen Original-Ansichten / in Stahl gestochen von Johann Poppel und andern, begleitet von einem historisch topographischen Text von Eugen Huhn. Lange, Darmstadt 1850 (Digitalisat); Nachdruck mit einem Vorwort von Robert Feger. Rombach, Freiburg 1980.
- Geschichte der Deutschen Literatur. Von der ältesten bis auf die neueste Zeit, Müller, Stuttgart 1852 (books.google.de).
- Baden, das Murgthal, Renchthal, Wildbad und Umgebung, Literarisches Verlagscomptoir, Baden 1851 (Digitalisat) (2. Aufl. 1854, 3. Aufl. Schauenburg, Lahr 1868, französische Ausgabe: Baden et ses environs / par Eugène Huhn. Marx, Baden 1854 (books.google.de)).
- Heidelberg und seine Umgebungen. Ein Führer für Fremde und Einheimische und Gabe freundlicher Erinnerung an alle seine Musensöhne. 3., verb. u. verm. Aufl. Mit Stahlstichen. Lange, Darmstadt 1854 (books.google.de).
- Der Staat oder die Staatswissenschaften im Lichte unserer Zeit. Unentbehrliches, populäres Handbuch und Rathgeber für alle Klassen und Berufsstände des deutschen Volks, von einem Staatsmann a. D., 8 Teile, Grunow, Leipzig 1862–1865.
  - Teil 1 (1862), Allgemeine Volkswirthschaftslehre. Volksthümliche Darstellung der Grundlagen der Volkswirthschaftslehre (books.google.de).
  - Teil 2 (1862), Volkswirthschaftslehre der Urproductionen. Volkstümliche Darstellung der Volkswirtschaftslehre des Ackerbaues, der Jagd, Fischerei, Viehzucht und Forstwissenschaft (books.google.de)
  - Teil 3 (1862), Volkswirthschaftslehre der Gewerbe und des Handels (Digitalisat).
  - Teil 4 (1863), Finanzwissenschaft. Volksthümliche Darstellung der Lehre vom Staats- und Gemeindehaushalt (Digitalisat).
  - Teil 5 (1863), Allgemeines und deutsches Staatsrecht. Volksthümliche Darstellung (Digitalisat).
  - Teil 6 (1864), Völkerrecht. Volksthümliche Darstellung (Digitalisat).
  - Teil 7 (1865), Politik. Grundzüge der praktischen Staatskunst (Digitalisat).
  - Teil 8 (1864), Statistik. Vergleichende Darstellung der Macht- und Kulturverhältnisse aller Staaten der Erde (Digitalisat).
- Karl Mathy, Großherzoglich Badischer Staatsminister der Finanzen und Präsident des Staats- und Handelsministeriums. Ein Lebensbild, Lang, Tauberbischofsheim 1868 (books.google.de).
- Deutsch-Lothringen. Landes-, Volks- und Ortskunde, Cotta, Stuttgart 1875 (books.google.de).
- Geschichte Lothringens. Mit genealogischen Tabellen und historischen Karten. Hofmann, Berlin
  - Band 1. Theobald Grieben, Berlin 1877 (books.google.de). Zweite Ausgabe, Theobald Grieben, Berlin 1879 (books.google.de).
  - Band 2. Theobald Grieben, Berlin 1878 (Digitalisat).